# Dion Gallapeni
Dion Gallapeni (ur. 22 grudnia 2004) – kosowski piłkarz występujący na pozycji obrońcy w polskim klubie Widzew Łódź oraz w reprezentacji Kosowa.